# Filip Jörgensen
Filip Jörgensen (sinh ngày 16 tháng 4 năm 2002) là cầu thủ bóng đá thi đấu ở vị trí thủ môn cho câu lạc bộ Chelsea tại Premier League và đội tuyển quốc gia Đan Mạch.
Anh sinh ra tại Thụy Điển và từng thi đấu cho các đội U-16 và U-17 Thụy Điển nhưng ở cấp độ U-21 anh chọn cống hiến cho Đan Mạch, quê hương của cha anh.

## Sự nghiệp câu lạc bộ

### Villarreal
Trong mùa giải 2023-24, Jörgensen chiếm vị trí thủ môn số một trong đội hình của Villarreal và có tổng cộng 37 trận trên mọi đấu trường. Anh cũng chính là thủ môn cứu thua nhiều nhất La Liga trong mùa giải này với 143 lần.

### Chelsea
Ngày 30 tháng 7 năm 2024, Jörgensen chính thức trở thành cầu thủ của Chelsea với bản hợp đồng có thời hạn 7 năm sau thương vụ chuyển nhượng khoảng 20,7 triệu £. Anh có trận đấu đầu tiên cho Chelsea vào ngày 23 tháng 8 trong trận lượt đi play-off UEFA Conference League 2024–25 và giữ sạch lưới trong chiến thắng 2-0 trước Servette.

## Danh hiệu
Villarreal
- UEFA Europa League: 2020–21[4]

Chelsea
- UEFA Conference League: 2024–25[5]
- FIFA Club World Cup: 2025[6]